# Esquizeàcies
Les esquizeàcies (Schizaeaceae) és una família de falgueres de l'ordre de les Schizaeales, de mida petita, que conte 190 espècies de distribució principalment tropical.
Els gèneres que històricament s'han atribuït a aquesta família són Anemia, Lygodium i Mohria. Tanmateix les diferències en morfologia i a nivell de nombre de cromosomes suggereixen que potser s'haurien de classificar en famílies diferents.
Com en el gènere Osmunda, els esporangis s'originen en pinnae especialitzats.